# Gallia Cisalpina
Gallia Cisalpina eller Cisalpine Gallien (latin: Gallia Cisalpina, også kaldet Gallia Citerior eller Gallia Togata) var det navn, der – særligt i løbet af det 4. og 3. århundrede f.Kr. – blev givet til den region der var bosat af keltere (gallere), og som svarer til det meste af nutidens Norditalien.
Efter regionen blev erobret af den romerske republik i det 3. århundrede f.Kr. blev det betragtet som en geografisk del af det romerske Italien, men forblev administrativt adskilt indtil 42 f.Kr. Det var en romersk provins fra ca. 81 f.Kr. indtil 42 f.Kr., hvor det de jure blev en del af det romerske Italien, som angivet i Cæsars upublicerede lov (Acta Caesaris).
Cisalpine betyder "på denne side af Alperne" (fra romernes perspektiv), i modsætning til Transalpine Gallien ("på den anden side af Alperne"). 
Gallia Cisalpina blev yderligere opdelt i Gallia Cispadana og Gallia Transpadana, dvs. den blev delt henholdsvis syd og nord for Po-floden.
Den romerske provins i det 1. århundrede f.Kr. var mod nord og vest afgrænset af Alperne, mens den mod syd var afgrænset af Placentia, floden Po, Appenninerne og Rubicon-floden. Mod øst var provinsen afgrænset af Adriaterhavet.
I 49 f.Kr. modtog alle indbyggere i Cisalpine Gallien romersk statsborgerskab, og i sidste ende blev provinsen delt mellem fire af de elleve regioner i Italien: Regio VIII Gallia Cispadana, Regio IX Liguria, Regio X Venetia et Histria og Regio XI Gallia Transpadana.

## Historie

### Tidlige historie
Canegrate-kulturen (13. århundrede f.Kr.) kan have været den første migrationsbølge af den proto-keltiske befolkning fra den nordvestlige del af Alperne, der – gennem Alperne – trængte ind og bosatte sig i den vestlige Po-dal mellem Maggiore-søen og Comosøen (Scamozzina kultur). De bragte en ny begravelsespraksis – kremering – med sig, der erstattede jordfæstelse. Det er også blevet foreslået, at en ældre proto-keltisk tilstedeværelse kan spores tilbage til begyndelsen af middelbronzealderen (16.-15. århundrede f.Kr.), hvor det ser ud til, at Nordvestitalien har været tæt knyttet (hvad angår produktionen af bronzegenstande, herunder smykker) til de vestlige grupper af Tumulus-kulturen (Centraleuropa, 1600 f.Kr. - 1200 f.Kr.). Bærerne af Canegrate-kulturen opretholdt dens homogenitet i kun et århundrede, hvorefter den smeltede sammen med de oprindelige liguriske befolkninger og denne forening gav anledning til en ny fase kaldet Golasecca-kulturen, som i dag identificeres med de keltiske Lepontii. I henhold til Livius (v. 34) ankom Bituriges, Arverni, Senones, Aedui, Ambarri, Carnutes og Aulerci ledet af Bellovesus, til Norditalien under Tarquinius Priscus' regeringstid (7.-6. århundrede f.Kr.) og besatte området mellem Milano og Cremona. Selve Milano (Mediolanum) blev formodentlig grundlagt af gallerne i det tidlige 6. århundrede f.Kr. Milanos navn har en keltisk etymologi: "[by] midt på den [padanske] slette". Polybius skrev i det 2. århundrede f.Kr., at kelterne i det nordlige Italien eksisterede side om side med etruskiske nationer i en periode før Roms plyndring i 390 f.Kr.
Ligurerne levede omkring den nordlige Middelhavskyst, der strakte sig over den sydøstfranske og nordvestlige italienske kyster, herunder dele af Toscana, Elba- øen og Korsika. Liguriske stammer var også til stede i Latium (se Rutuli)  og i Samnium. I henhold til Plutarch kaldte de sig selv Ambrones, hvilket antyder en mulig relation mellem dem og Ambrones i Nordeuropa. Der er kun lidt viden om det liguriske sprog. Kun stednavne og personnavne står tilbage. Det ser ud til at være et indoeuropæisk sprog med både italisk og særligt stærke keltiske tilhørsforhold. På grund af de stærke keltiske indflydelser på deres sprog og kultur var de kendt i oldtiden som kelto-ligurere (på græsk: Κελτολίγυες, Keltolígues). Moderne lingvister, som Xavier Delamarre, hævder, at ligurisk var et keltisk sprog med visse ligheder med gallisk. Spørgsmålet om det ligurisk-keltiske diskuteres også af Barruol (1999). Det gamle liguriske er opført enten som keltisk (epigrafisk)  eller para-keltisk (onomastisk).
Venetierne var et indoeuropæisk folk, der beboede det nordøstlige Italien i et område svarende til den moderne region Veneto, Friuli og Trentino. I det 4. århundrede f.Kr. var veneterne blevet så keltificeret, at Polybius skrev, at veneterne fra det 2. århundrede f.Kr. var identiske med gallerne bortset fra deres sprog. Den græske historiker Strabon (64 f.Kr.–24 e.Kr.) formodede derimod, at de Adriatiske veneter nedstammede fra keltere, der igen var beslægtet med en senere keltisk stamme af samme navn, hvis medlemmer boede på den armoricanske kyst og kæmpede mod Julius Cæsar. Han antydede endvidere, at identifikationen af de Adriatiske veneter med Paphlagonian Enetoi ledet af Antenor – som han tilskriver Sofokles (496-406 f.Kr.) – havde været en fejl forårsaget af navnenes lighed.

### Gallisk ekspansion og romersk erobring
I henhold til Diodorus Siculus strømmede kelterne – som ellers havde haft deres hjem på den anden side af Alperne – i 391 f.Kr. gennem "passene i stor styrke og indtog det territorium, der lå mellem Appenninerne og Alperne". Den romerske hær blev besejret ved Slaget ved Allia, og Rom blev plyndret i 390 f.Kr. af senonerne.
Nederlaget for den kombinerede alliance mellem samnitiske, keltiske og etruskiske til romerne under den tredje samnitiske krig – der sluttede i 290 f.Kr. – markerede begyndelsen på enden for den keltiske dominans i det europæiske fastland. Ved Slaget ved Telamon i 225 f.Kr. blev en stor keltisk hær fanget mellem to romerske styrker og knust.
Under den Anden Puniske Krig allierede boierne og insubrerne (keltiske befolkninger/stammer) sig med karthagerne og belejrede Mutina (Modena). Som modsvar herpå sendte Rom en ekspedition ledet af L. Manlius Vulso. Vulsos hær blev overmandet to gange, og Senatet sendte derfor Scipio afsted med en ekstra styrke til at hjælpe ham. Det var disse romerske styrker, som Hannibal stødte på, efter at han havde krydset Alperne. Romerne blev besejret i Slaget ved Ticinus, hvilket fik alle gallierne – undtagen Cenomani – til at støtte Hannibal. Rom sendte derefter Tiberius Sempronius Longus' hær, som konfronterede Hannibal ved Slaget ved Trebia, hvilket også resulterede i et romersk nederlag. Dette tvang Rom til midlertidigt at opgive Gallia Cisalpina helt, og vendte først tilbage efter Karthagos nederlag i 202 f.Kr.
Publius Cornelius Scipio Nasica fuldførte erobringen af boierne i 191 f.Kr., selvom ligurerne først endeligt blev besejret, da Apuani blev besejret af Marcus Claudius Marcellus i 155 f.Kr.

### Romersk provins
Nogle gange omtalt som Gallia Citerior ("Nærmere Gallien"), Provincia Ariminum eller Gallia Togata ("Toga-bærende Gallien", hvilket indikerer regionens tidlige romanisering). Gallia Transpadana betegnede den del af Cisalpine Gallien mellem Padus (nu Po-floden) og Alperne, mens Gallia Cispadana var den del, der lå syd for floden.
Den romerske provins blev sandsynligvis officielt etableret omkring 81 f.Kr., og provinsen blev kontrolleret fra Mutina (nutidens Modena), hvor styrker under ledelse af Spartacus i 73 f.Kr. besejrede guvernøren Gajus Cassius Longinus' legion.
I 49 f.Kr. – med Lex Roscia – tildelte Julius Cæsar befolkningerne i provinsen fuldt romersk statsborgerskab.
Rubicon-floden markerede den sydlige grænse med det romerske Italien. Ved at krydse denne flod i 49 f.Kr. med sin loyale XIII Legion, udløste Julius Cæsar en borgerkrig i den romerske republik, som i sidste ende førte til dannelsen af det Romerske Kejserrige. Den dag i dag betyder udtrykket "at krydse Rubicon" i overført betydning "at nå point of no return".
Provinsen blev indlemmet i det romerske Italien i ca. 42 f.Kr., som en del af Octavians "italieniserings"-program under det Andet Triumvirat. Opløsningen af provinsen krævede en ny lov, eller lex, men denne lovs navn i dag ukendt. De dele af den, der er indskrevet på en bronzetavle, der er bevaret i museet i Parma, handler udelukkende om at danne retsvæsenet: loven udpeger to viri og fire viri juri dicundo og nævner også en præfekt af Mutina.
Virgil, Catullus og Livius blev alle født i Gallia Cisalpina.